# Buironfosse
Buironfosse es una comuna francesa situada en el departamento de Aisne, en la región de Alta Francia.

## Demografía
| 1417 | 1454 | 1341 | 1322 | 1258 | 1203 | 1195 | 1163 | 1157 |
| Para los censos de 1962 a 1999 la población legal corresponde a la población sin duplicidades (Fuente: INSEE [Consultar]) |      |      |      |      |      |      |      |      |